# (110) Lídia
Lydia és l'asteroide núm. 110 de la sèrie. Fou descobert el 19 d'abril del 1870 des de Marsella per l'Alphonse Borrelly, i fou el seu segon asteroide descobert. És un asteroide força gran del cinturó principal de classe M compost per níquel i ferro. El seu nom es deu Lídia, país de l'Àsia Menor.